# Karsten Thomsen (digter)
 For alternative betydninger, se Karsten Thomsen. (Se også artikler, som begynder med Karsten Thomsen)
Karsten Thomsen (født 1837 i Frøslev ved Padborg, død 1889) var en dansk kroejer, bonde og digter.

## Livet
Thomsen er født i Bov sogn i 1837, hvor han tidligt fik indtryk af de dansk-tyske konflikter om Slesvig og især om Slaget ved Bov den 9. april 1848. Under skolegangen blev han de første år undervist på tysk, men efter Treårskrigen skiftede undervisningssproget til dansk. Som 22-årig overtog han sine forældres gård og Frøslev Kro. I 1864 deltog han som frivillig i den anden slesvigske krig og i 1867 giftede han sig med Mariane Lorentzen, som stammede fra Bov. Under den fransk-tyske krig i 1870-71 flygtede Karsten Thomsen fra Slesvig til Danmark for at undgå preussisk krigstjeneste. Senere blev han i en periode kommuneforstander, kredsdagsmedlem og bestyrelsesmedlem i Spare- og Lånekassen for Flensborg og Omegn.
Karsten Thomsen blev dog mest kendt som forfatter til en række digte og sange på sønderjysk dialekt, bl.a. sangene Det er så kønt, det er så dejle, I Synnerjylland, dér er æ født (som han skrev i Danmark under flugten fra militærtjeneste i den fransk-tyske krig) og De vår en daw i høsten ti, som blev optaget i både Den blå sangbog og Højskolesangbogen. Hans sang Skal Sønderjylland skilles fra 1868 var en af de forbudte sange i den tyske periode, som ikke måtte trykkes. Den blå sangbog havde derfor blanke sider. Digtene blev udbredt i Sønderjylland og senere Danmark ved hjælp af forfatteren og vennen Morten Eskesen. Det tilskrives Karsten Thomsens indsats, at Frøslev under den tyske anneksion forblev overvejende dansksindet og i 1920 kom tilbage til Danmark.
I udkanten af Frøslev Polde står en mindesten for Karsten Thomsen (på Thomsens Plads). Han er begravet i mindelunden ved Hanved Kirke i Sydslesvig.

## Værker (udvalg)
- I Synnerjylland (Højskolesangbog 18. udg. nr. 363)
- De vå en daw i høstens ti (Højskolesangbog 18. udg. nr. 492)
- Skal Sønderjylland skilles